# Sky-Watcher

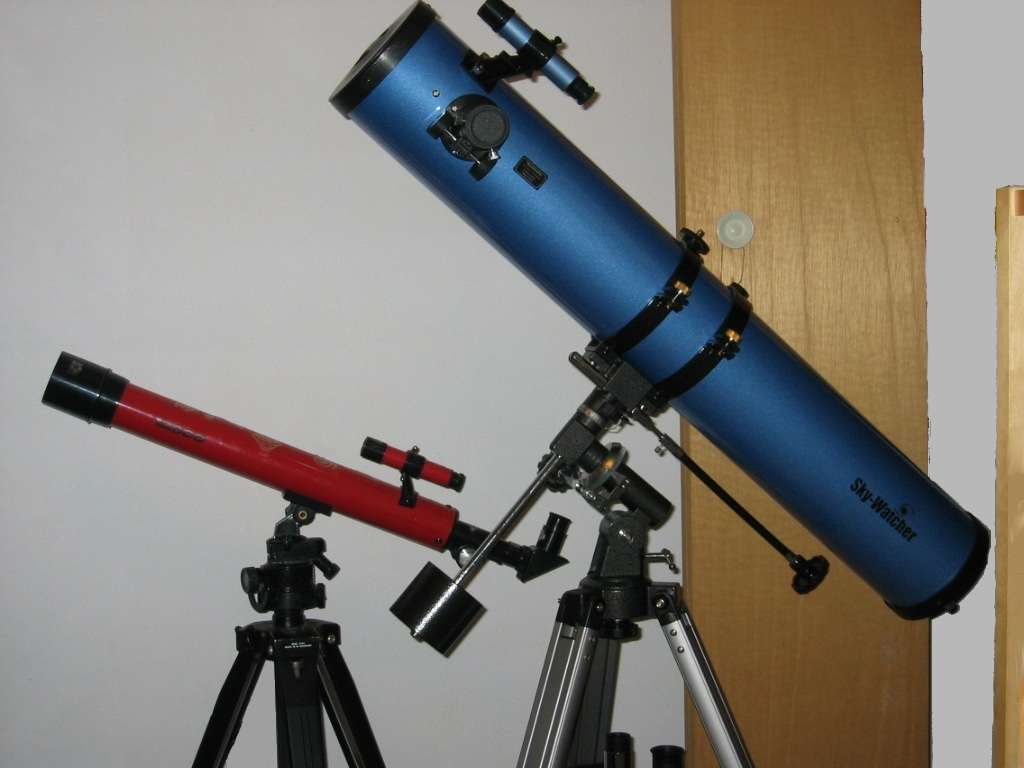
Sky-Watcher 114 mm EQ1 reflector (upper right) with Tasco refractor.

Sky-Watcher je komerční distribuční společnost založená v roce 1999 společností Synta Technology Corporation z Tchaj-wanu (Synta Taiwan), která obchoduje s teleskopy a astronomickými zařízeními, jako jsou čočky a okuláry, zaměřené na amatérský astronomický trh. Výrobky jsou vyráběny na Synta Tchaj-wanu Suzhou Synta Optical Technology Co., Ltd. v Suzhou (Jiangsu), Čína. Značka je distribuována v Kanadě a v Evropě a koncem roku 2000 byla rozšířena na trh USA.

## Historie společnosti
V roce 1999 vznikla značka "Sky-Watcher", která prodává optiku společnosti Synta Taiwan s ústředím v Richmondu v Britské Kolumbii v Kanadě. Roku 2000 byl vyrobem první dalekohled s montáží dobson této společnosti. V roce 2001 jako první na světě vyrobila Maksutov-Cassegrains, a v roce 2004 svůj první refraktor Apochromat ED-APO. Od roku 2008 spolupracuje se společností Schott AG německým výrobcem vysoce kvalitního skla a optiky. Veškeré dalekohledy zakoupené po roce 2008 mají kvalitní německou optiku.
Produktová řada FlexTube společnosti Sky-Watcher obsahuje dalekohledy s průměrem objektivu o rozměrech 60 až 60 palců (406 mm) s manuálními, motorovými nebo GoTo montážemi. Od roku 2008 společnost Sky-Watcher vyrábí dobsony se skládacími trubkami.

## Produkty
Mezi výrobky patří teleskopy (hvězdářské dalekohledy), špičkové obaly, montáže a mnoho doplňků.

### Teleskopy
Sky-Watcher má jedenáct modelových řad.